# Cabo Touriñán
O cabo Touriñán é o ponto mais ocidental da Espanha peninsular. Situa-se no concelho de Muxía, na província da Corunha, Galiza.
O cabo é uma pequena península que entra no mar cerca de 1 km, tendo na sua parte mais estreita um istmo de centena e meia de metros de largura. A altitude máxima é de 93 m. A estrutura geológica é granítica.
Dado o agreste da paisagem, a vegetação é basicamente formada de tojo.
Na parte norte fica o farol velho (inaugurado em 15 de dezembro de 1898) e o novo (inaugurado em 1981). A sua luz, situada a 61 m de altitude, alcança os 37 km.

## Galeria de imagens

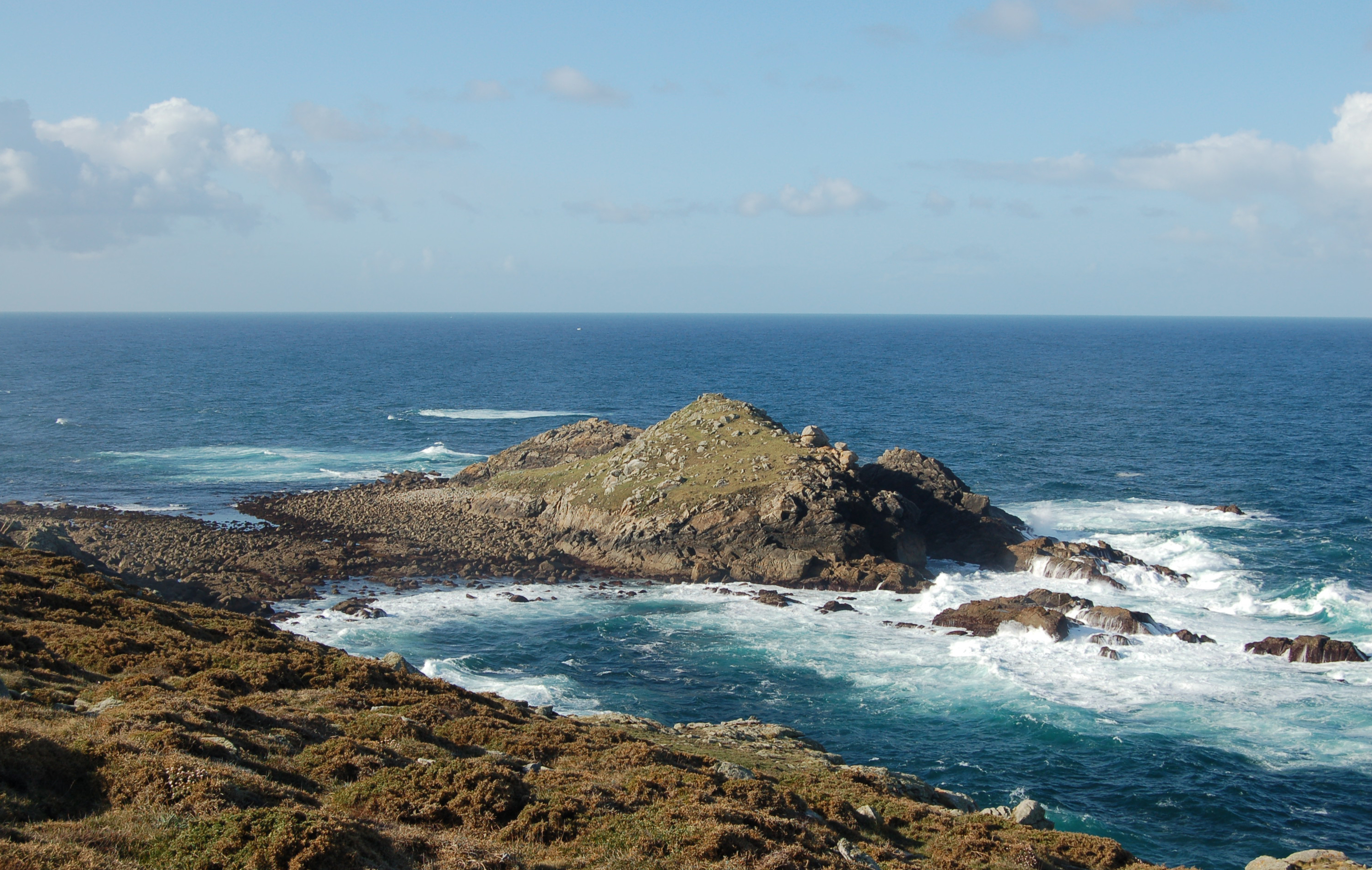
Ilha do Castelo.
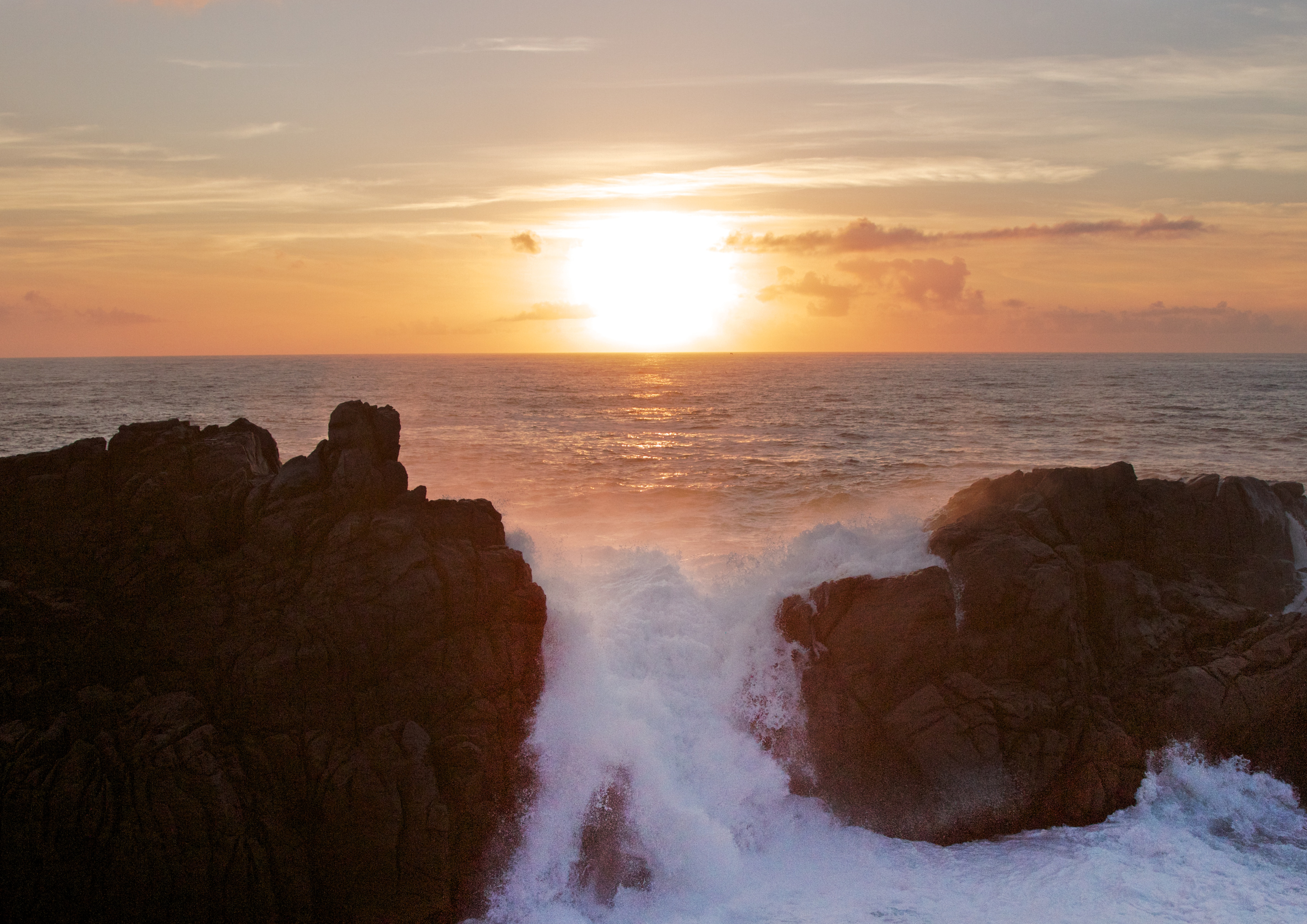
Pôr do sol en Cabo Touriñán.